# Danh sách tòa nhà cao nhất Hưng Yên

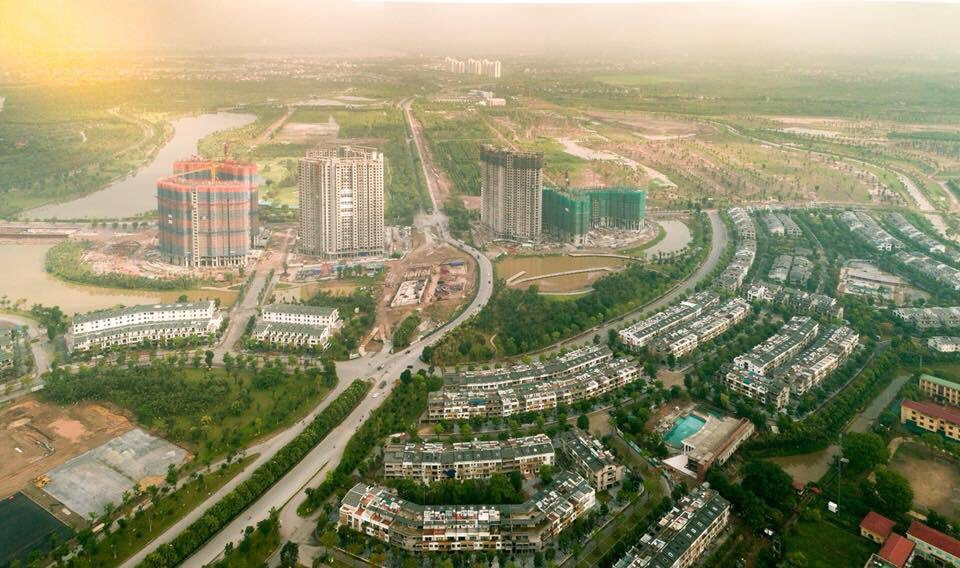
Khu đô thị Ecopark Hưng Yên năm 2018.

Đây là Danh sách tòa nhà cao nhất tại Hưng Yên được xếp hạng dựa trên chiều cao của tòa nhà (độ cao tính từ chân tòa nhà đến phần cấu trúc cao nhất của tòa nhà). Các tòa tháp chẳng hạn như các tháp phát sóng, đài tưởng niệm không được coi là một tòa nhà vì chúng không phải là công trình có thể ở được, các tòa tháp như thế sẽ không xuất hiện trong bảng xếp hạng này.
Tỉnh Hưng Yên hiện có 30 tòa nhà đã hoàn thành (bao gồm 20 tòa nhà trọc trời cao trên 100 mét và 10 tòa nhà cao tầng). Tòa nhà cao nhất Hưng Yên là tháp đôi Landmark Swanlake cao 153,5 mét
Các tòa nhà cao tầng trên 50m tại Hưng Yên hầu như đều được xây dựng trong khu đô thị Ecopark thuộc huyện Văn Giang với số lượng 29/30 tòa.
| Khu vực   | ≥50m | ≥100m |
| --------- | ---- | ----- |
| Văn Giang | 30   | 20    |

## Tòa nhà đã hoàn thành
Dưới đây là danh sách tất cả các tòa nhà tại tỉnh Hưng Yên đã hoàn thành có chiều cao trên 50 m hoặc trên 15 tầng.
|  | Tòa nhà cao nhất Hưng Yên         |
|  | Tòa nhà đã từng cao nhất Hưng Yên |
|  | Tòa nhà đã hoàn thành phần thô    |
|  | Tòa nhà đã cất nóc                |

| Hạng | Tòa nhà                  | Hình ảnh                       | Thành phố, huyện | Phường, xã | Chiều cao | Tầng | Hoàn thành | Ghi chú |
| ---- | ------------------------ | ------------------------------ | ---------------- | ---------- | --------- | ---- | ---------- | --- |
| 1    | Landmark Swanlake L1     |                                | Văn Giang        | Phụng Công | 153,5     | 40   | 2023       | Hiện là tòa nhà cao nhất tỉnh Hưng Yên. Tòa nhà thuộc dự án Swanlake Residences                                    |
| 2    | Landmark Swanlake L2     |                                | Văn Giang        | Phụng Công | 153,5     | 40   | 2023       | Hiện là tòa nhà cao nhất tỉnh Hưng Yên. Tòa nhà thuộc dự án Swanlake Residences                                    |
| 3    | Sky Oasis S3             |                                | Văn Giang        | Xuân Quan  | 150       | 41   | 2022       | Từng là tòa nhà cao nhất tỉnh Hưng Yên từ năm 2022 đến năm 2023. Thuộc dự án Sky Oasis                             |
| 4    | Sky Oasis S-Premium      |                                | Văn Giang        | Xuân Quan  | 150       | 41   | 2022       | Từng là tòa nhà cao nhất tỉnh Hưng Yên từ năm 2022 đến năm 2023. Thuộc dự án Sky Oasis                             |
| 5    | Sol Forest SO1           |                                | Văn Giang        | Xuân Quan  | 149,9     | 41   | 2023       | Hiện là tòa phát triển theo mô hình rừng thẳng đứng (Vertical Forest) cao nhất thế giới.                           |
| 6    | Sol Forest SO2           |                                | Văn Giang        | Xuân Quan  | 149,9     | 41   | 2023       | Hiện là tòa phát triển theo mô hình rừng thẳng đứng (Vertical Forest) cao nhất thế giới.                           |
| 7    | The Onsen R1             |                                | Văn Giang        | Phụng Công | 149,7     | 39   | 2023       | Thuộc dự án Swanlake Residences                                                                                    |
| 8    | Haven Park Residences H1 |                                | Văn Giang        | Xuân Quan  | 148,6     | 41   | 2023       | Thuộc dự án Haven Park Residences                                                                                  |
| 9    | Haven Park Residences H2 |                                | Văn Giang        | Xuân Quan  | 148,6     | 41   | 2023       | Thuộc dự án Haven Park Residences                                                                                  |
| 10   | The Onsen R2             |                                | Văn Giang        | Phụng Công | 139,8     | 36   | 2023       | Thuộc dự án Swanlake Residences                                                                                    |
| 11   | Sky Oasis S1             |                                | Văn Giang        | Xuân Quan  | 139,2     | 41   | 2022       | Thuộc dự án Sky Oasis                                                                                              |
| 12   | Sky Oasis S2             |                                | Văn Giang        | Xuân Quan  | 139,2     | 41   | 2022       | Thuộc dự án Sky Oasis                                                                                              |
| 13   | The Onsen R3             |                                | Văn Giang        | Phụng Công | 129,9     | 33   | 2023       | Thuộc dự án Swanlake Residences                                                                                    |
| 14   | Grand Park Premium       |                                | Văn Giang        | Phụng Công | 123       | 36   | 2019       | Từng là tòa nhà cao nhất tỉnh Hưng Yên từ năm 2019 đến năm 2022. Phân khu Grand Park thuộc dự án Aqua Bay Ecopark. |
| 15   | Central Lake 1           | Ecopark Hung Yen.jpg           | Văn Giang        | Phụng Công | 123       | 36   | 2019       | Phân khu Central Lake thuộc dự án Aqua Bay Ecopark                                                                 |
| 16   | Central Lake 2           | Ecopark Hung Yen.jpg           | Văn Giang        | Phụng Công | 123       | 36   | 2019       | Phân khu Central Lake thuộc dự án Aqua Bay Ecopark                                                                 |
| 17   | Grand Park Tokyo Touch   |                                | Văn Giang        | Phụng Công | 112       | 33   | 2019       | Phân khu Grand Park thuộc dự án Aqua Bay Ecopark                                                                   |
| 18   | Sky Residences 2         | Ecopark Hung Yen.jpg           | Văn Giang        | Phụng Công | 102       | 30   | 2019       | Phân khu Sky Residences thuộc dự án Aqua Bay Ecopark                                                               |
| 19   | Sky Residences 3         | Ecopark Hung Yen.jpg           | Văn Giang        | Phụng Công | 102       | 30   | 2019       | Phân khu Sky Residences thuộc dự án Aqua Bay Ecopark                                                               |
| 20   | Sky Residences 1         | Ecopark Hung Yen.jpg           | Văn Giang        | Phụng Công | 102       | 30   | 2019       | Phân khu Sky Residences thuộc dự án Aqua Bay Ecopark                                                               |
| 21   | Westbay B                | Ecopark Van Giang Hung Yen.jpg | Văn Giang        | Phụng Công | 99        | 29   | 2018       | Thuộc dự án West Bay Ecopark                                                                                       |
| 22   | Westbay C                | Ecopark Van Giang Hung Yen.jpg | Văn Giang        | Phụng Công | 99        | 29   | 2018       | Thuộc dự án West Bay Ecopark                                                                                       |
| 23   | Rừng Cọ Ecopark D        |                                | Văn Giang        | Xuân Quan  | 85        | 25   | 2013       | Bàn giao vào tháng 1 năm 2013. Bao gồm 3 block: D1 (25 tầng), D2 và D3 (22 tầng)                                   |
| 24   | Rừng Cọ Ecopark E        | EcoPark - Huyen Van Giang.jpg  | Văn Giang        | Xuân Quan  | 85        | 25   | 2013       | Bàn giao vào tháng 1 năm 2013. Bao gồm 2 block: E1 (20 tầng) và E2 (25 tầng)                                       |
| 25   | Rừng Cọ Ecopark A        | EcoPark - Huyen Van Giang.jpg  | Văn Giang        | Xuân Quan  | 85        | 25   | 2013       | Bàn giao vào tháng 6 năm 2013. Bao gồm 3 block: A1 (25 tầng), A2 và A3 (22 tầng)                                   |
| 26   | Rừng Cọ Ecopark C        | VG Hung Yen.jpg                | Văn Giang        | Xuân Quan  | 85        | 25   | 2013       | Bàn giao vào tháng 6 năm 2013. Bao gồm 3 block: C1 (25 tầng), C2 và C3 (22 tầng)                                   |
| 27   | Westbay A                | Ecopark Van Giang Hung Yen.jpg | Văn Giang        | Phụng Công | 85        | 25   | 2018       | Thuộc dự án West Bay Ecopark                                                                                       |
| 28   | Westbay D                | Ecopark Van Giang Hung Yen.jpg | Văn Giang        | Phụng Công | 85        | 25   | 2018       | Thuộc dự án West Bay Ecopark                                                                                       |
| 29   | Trust City               |                                | Văn Giang        | Cửu Cao    | 81,9      | 21   | 2024       | Cất nóc ngày 24 tháng 5 năm 2023. Đây là tòa nhà cao nhất không nằm trong khu đô thị Ecopark.                      |
| 30   | Rừng Cọ Ecopark B        |                                | Văn Giang        | Xuân Quan  | 65        | 19   | 2013       | Bàn giao vào tháng 6 năm 2013. Bao gồm 2 block: B1 và B2                                                           |

## Tòa nhà đang xây dựng
| Hạng | Tòa nhà     | Vị trí    | Chiều cao | Số tầng | Dự kiến hoàn thành |
| ---- | ----------- | --------- | --------- | ------- | ------------------ |
| 1    | Sky Forest  | Văn Giang | 156,9     | 41      | 2024               |
| 2    | The Lines   | Văn Giang | 109       | 32      | 2024               |
| 3    | The Fibonan | Văn Giang | 109       | 32      | 2025               |

## Kế hoạch, phê duyệt, đề xuất
| Hạng | Tòa nhà                         | Vị trí    | Chiều cao | Số tầng | Năm  | Trạng thái |
| ---- | ------------------------------- | --------- | --------- | ------- | ---- | ---------- |
| 1    | Tháp tài chính Samsung Ecopark  | Văn Giang | -         | 72      | -    | Đề xuất    |
| 2    | Tháp Vietcombank Ecopark        | Văn Giang | -         | 54      | -    | Đề xuất    |
| 3    | Meraki Residences M1            | Văn Giang | 113,4     | 30      | 2024 | Kế hoạch   |
| 4    | Meraki Residences M2            | Văn Giang | 113,4     | 30      | 2024 | Kế hoạch   |
| 5    | Tòa nhà khách sạn TM-11 Ecopark | Văn Giang | 74,5      | 19      | 2025 | Phê duyệt  |
| 6    | NOXH phường Hiến Nam (tòa A)    | Hưng Yên  | 69,3      | 19      | -    | Phê duyệt  |
| 7    | NOXH phường Hiến Nam (tòa B)    | Hưng Yên  | 69,3      | 19      | -    | Phê duyệt  |
| 8    | NOXH phường Hiến Nam (tòa C)    | Hưng Yên  | 69,3      | 19      | -    | Phê duyệt  |
| 9    | NOXH phường Hiến Nam (tòa D)    | Hưng Yên  | 69,3      | 19      | -    | Phê duyệt  |
| 10   | Hoàng Phát Tower                | Hưng Yên  | 51        | 15      | 2013 | Trì hoãn   |

## Mốc thời gian tòa nhà cao nhất
| Số năm cao nhất | Tòa nhà                   | Hình ảnh                      | Chiều cao (m) | Vị trí    |
| --------------- | ------------------------- | ----------------------------- | ------------- | --------- |
| 2023 – Hiện tại | Landmark Swanlake         |                               | 153,5         | Văn Giang |
| 2022 – 2023     | Sky Oasis S3, S-Premium   |                               | 150           | Văn Giang |
| 2019 – 2022     | Grand Park Premium        |                               | 123           | Văn Giang |
| 2018 – 2019     | Sky Residences 2,3        | Ecopark Hung Yen.jpg          | 102           | Văn Giang |
| 2013 – 2018     | Rừng Cọ Ecopark D,E       | EcoPark - Huyen Van Giang.jpg | 85            | Văn Giang |
| 2003 – 2013     | Nhà thờ Giáo xứ Đan Chàng |                               | 39            | Ân Thi    |
| 1934 – 2003     | Nhà thờ Giáo xứ Tiên Chu  |                               | 33            | Tiên Lữ   |
| 1910 – 1934     | Nhà thờ Giáo xứ Thụy Lôi  |                               | 29            | Tiên Lữ   |